# 車いすラグビーニュージーランド代表
車いすラグビーニュージーランド代表(New Zealand national wheelchair rugby team）は、ニュージーランド車いすラグビー協会が編成する車いすラグビーのニュージーランド代表ナショナルチーム。通称「ウィール・ブラックス」。IWRFアジア・オセアニア選手権では10大会でメダルを獲得している。夏季パラリンピックでは2004年大会の1位(金メダル)が最高成績。

## 歴史
1995年、第1回車いすラグビー世界選手権に出場。
その後2000年、2000年シドニー大会でパラリンピック初出場にて銅メダル。
そして2004年アテナ大会で金メダル獲得。

## パラリンピック結果
| パラリンピック結果 | パラリンピック結果 | パラリンピック結果 | パラリンピック結果 | パラリンピック結果 |
| 年                 | 順位               | 試                 | 勝                 | 負                 |
| ------------------ | ------------------ | ------------------ | ------------------ | ------------------ |
| 2000年             | 3                  | 5                  | 4                  | 1                  |
| 2004年             | 1                  | 6                  | 6                  | 0                  |
| 2008年             | 5                  | 5                  | 3                  | 2                  |
| 2020年             | 8                  | 4                  | 0                  | 4                  |
| 合計               | 合計               | 31                 | 21                 | 10                 |